# Jacques Zoon
Jacques Zoon (Heiloo, 1961) is een Nederlands fluitist.

## Opleiding
Zoon studeerde fluit aan het Sweelinck Conservatorium bij Koos Verheul en Harrie Starreveld. Hij studeerde af met onderscheiding. Daarna studeerde hij verder aan het Banff Center for the Arts in Canada, waar hij masterclasses volgde bij Geoffrey Gilbert en András Adorján.

## Activiteiten

### Orkesten
Toen hij nog studeerde speelde Zoon in het Nationaal Jeugdorkest en het EG-Jeugdorkest onder leiding van dirigenten als Claudio Abbado en Leonard Bernstein.
Zoon was solofluitist van het Koninklijk Concertgebouworkest van 1988 tot 1994, waarmee hij onder andere de fluitconcerten van Wolfgang Amadeus Mozart, André Jolivet, Frank Martin en Sofia Goebaidoelina uitvoerde. Tot 1997 was hij ook solofluitist bij het Chamber Orchestra of Europe. Ook met dit orkest speelde hij solo, onder andere met Claudio Abbado, Bernard Haitink en Nicolaus Harnoncourt. Hij was solofluitist van het Luzern Festivalorkest. Vanaf 1997 tot 2001 was hij solofluitist van het Boston Symphony Orchestra onder leiding van Seiji Ozawa. In 1998 werd hij door de Boston Globe uitgeroepen tot musicus van het jaar.
Daarnaast speelt hij als solist bij orkesten en op festivals in Europa, Japan en de Verenigde Staten. Hij maakte cd-opnamen voor een groot aantal labels.

### Kamermuziek
Sinds 1978 vormt Zoon een vast duo met de pianist Bernd Brackman. In 1981 waren ze prijswinnaar op het Willem Pijper Concours. 

### Pedagoog
Van 1988 tot 1992 was Zoon hoofdvakdocent fluit aan het Rotterdams Conservatorium. Van 1994 tot 1997 gaf hij les aan de Indiana University. Van 1997 tot 2001 was hij docent aan de New England University en Boston University in Boston. Sinds 2002 geeft hij les aan het conservatorium van Genève.

### Fluitbouwer
Zoon speelt op een oud Frans houten instrument en zijn eigen kopstukken. Hij ontwikkelde een traverso met Böhm-systeem (waarmee hij de partita voor fluit solo van Johann Sebastian Bach opnam). Hij publiceerde over een verbeterd kleppensysteem voor de cis. Met de Alkmaarse fluitbouwer Alfred Verhoef construeerde hij een "schuiffluit", de flautus tremendus, waarmee hij de Nederlandse première van het fluitconcert van Goebaidoelina speelde. Met de firma Haynes in Boston ontwikkelde hij een nieuwe houten fluit.

## Prijzen en onderscheidingen
In 1999 wonnen Zoon en Brackman een Edison met hun CD met hedendaagse muziek voor fluit en piano. In 1987 won Zoon de prix du jury tijdens het Rampal-fluitconcours in Parijs. Tijdens de Scheveningen International Music Competition in 1988 won hij de derde prijs en ook de prijs voor de beste uitvoering van hedendaags werk. 
Zoon is getrouwd met de celliste Iseut Chuat.
- Bibliothèque nationale de France: cb140076769 (data)
- CiNii: DA11837687
- Gemeinsame Normdatei: 134846826
- International Standard Name Identifier: 0000 0000 5515 5588
- Library of Congress Control Number: no95004690
- MusicBrainz: 124b21cb-a253-4834-80a3-a163bdea5b01
- Nationale Bibliotheek van Israël: 987007437547905171
- Système universitaire de documentation: 177037938
- Virtual International Authority File: 5129216
- WorldCat: E39PBJxGYHpyjxRW8wBTYx3WjC